# Sans Titre
Sans Titre è un cortometraggio del 1997 diretto da Leos Carax.